# 扎里哈河
扎里哈河（烏克蘭語：Жариха），是烏克蘭西部的河流，屬於科爾奇克河的左支流。該河發源自普里科爾頓納烏拉沙尼夫卡，流經赫梅利尼茨基州的舍佩蒂夫卡區，河道全長25公里，流域面積468平方公里。